# SLAT

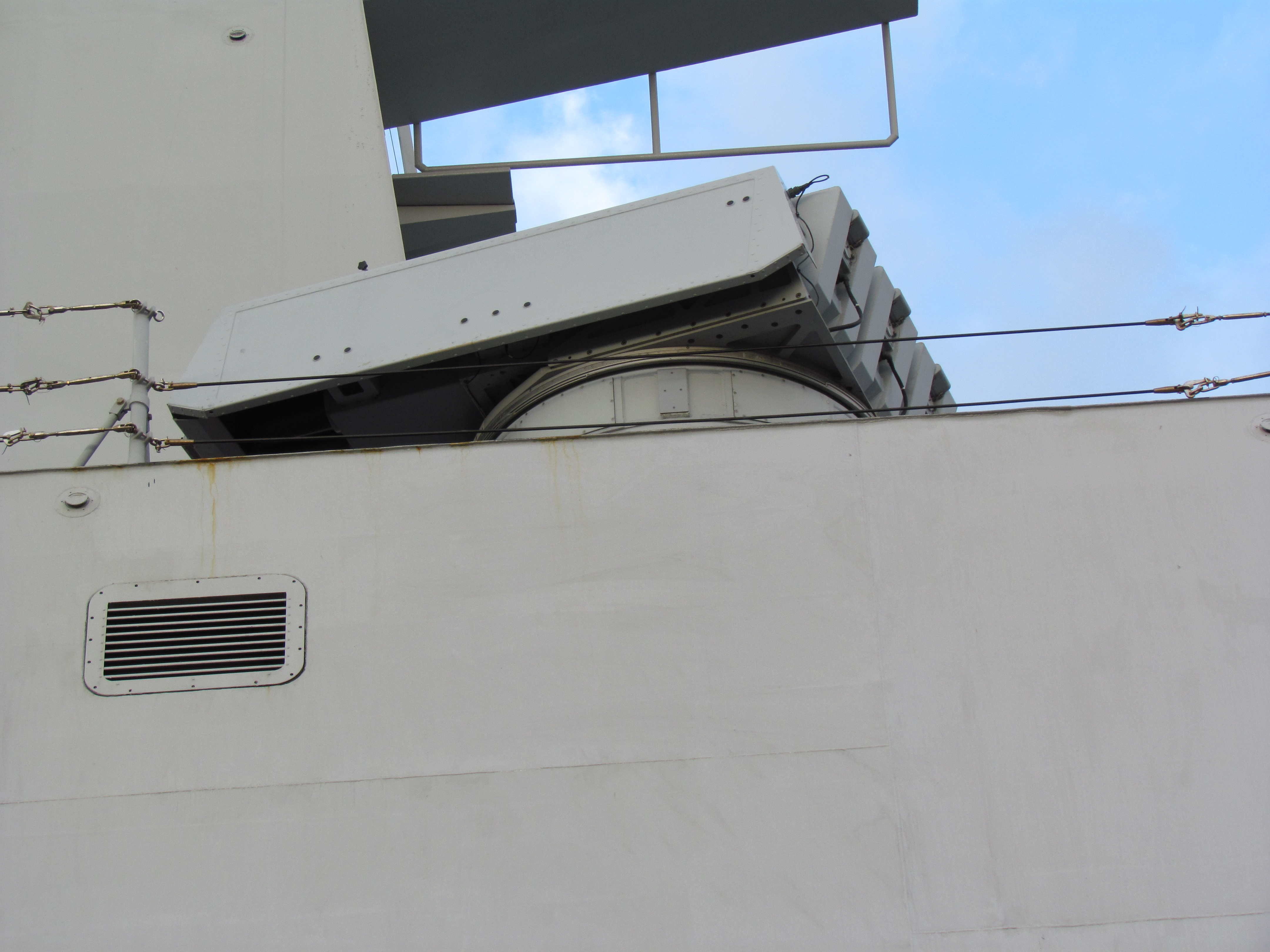
Протиторпедна система SLAT на есмінці «Кайо Дуіліо»

Протиторпедна система SLAT (фр. Système de Lutte Anti-Torpille) розроблена ВМС Італії та Франції.
Вона складається з пасивного сенсора для пошуку, локалізації та класифікації торпед, підсистеми реагування для розрахунку заходів ухилення, і пускових установок для акустичних контрзаходів.
Протиторпедна система SLAT, яка розроблена для можливості встановлення на будь-який корабель (в тому числі допоміжний), наразі встановлена на есмінцях/фрегатах типу «Орідзонте», і можливо буде встановлена на авіаносцях «Шарль де Голль» і «Кавур» і на фрегатах типу FREMM.